# Agregação por difusão limitada

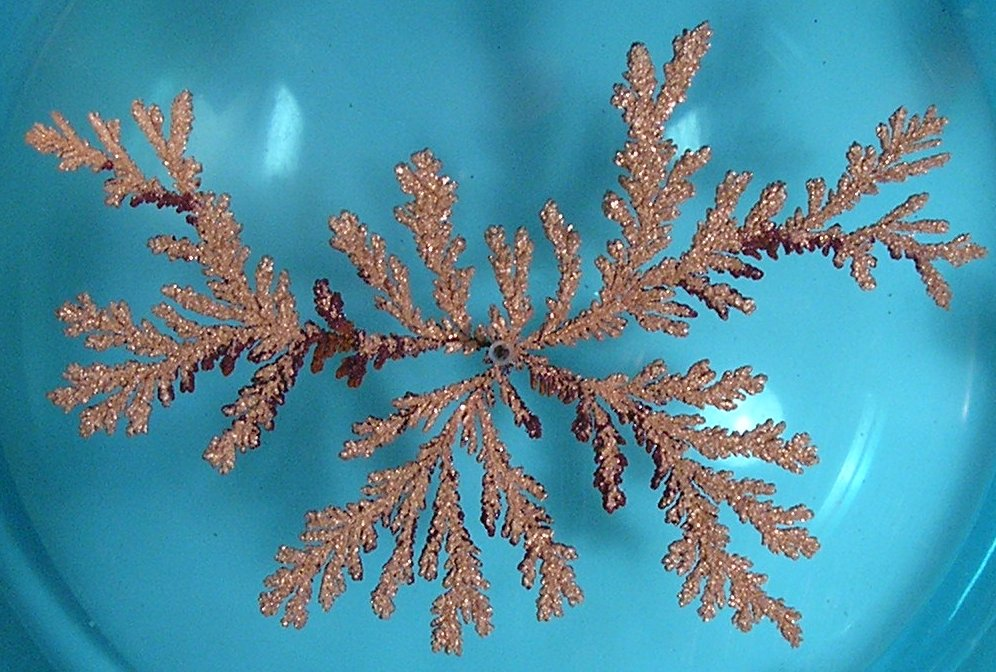
Uma estrutura DLA gerada por uma solução de sulfato de cobre em uma célula eletrodeposição

Agregação por difusão limitada (DLA, do inglês Diffusion-limited aggregation) é um processo no qual partículas submetidas a passeio aleatório devido ao movimento browniano aglomeram-se para formar agregados de tais partículas. Esta teoria, proposta por Witten e Sander em 1981, é aplicável a agregação de qualquer sistema onde a difusão é o meio primário de transporte no sistema. DLA pode ser observado em muitos sitemas tais como eletrodeposição, fluxo de Hele-Shaw, depósitos minerais, e ruptura de dielétrico.

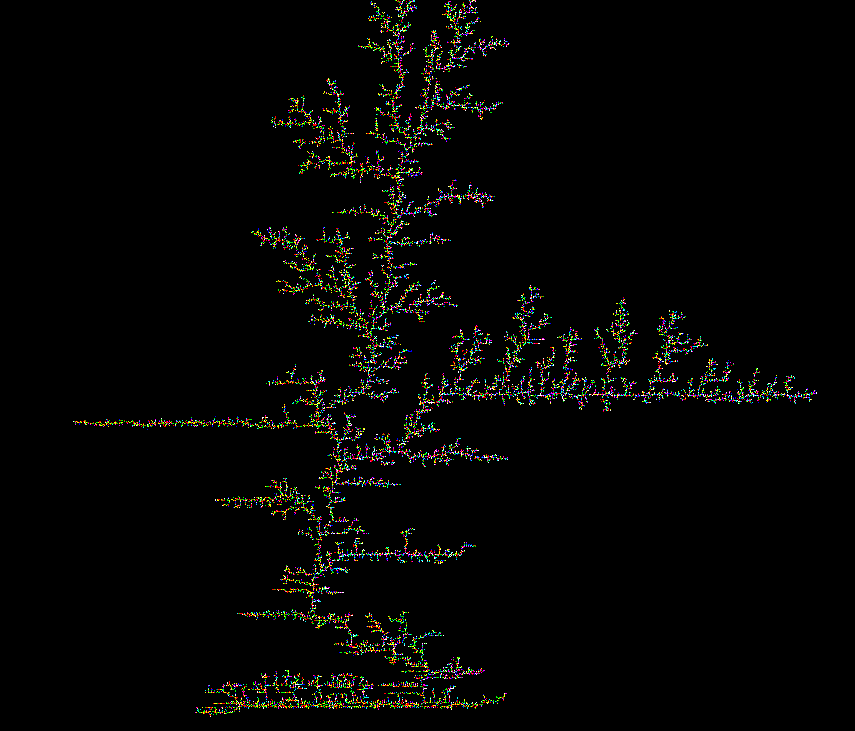
Uma árvore browniana de uma simulação computacional

As agregações formadas em processos DLA são referenciadas como árvores brownianas. Essas agrupamentos são um exemplo de um fractal. Em duas dimensões, esses fractais exibem um dimensão de aproximadamente 1,71 por partícula livre que são irrestritas por uma fronteira, entretanto sumulação computacional do em um região restrita irá alterar a dimensão fractal levemente para um DLA na mesma dimensão encaixante. Algumas variações também são observadas, dependendo da geometria do crescimento do crescimento, quer seja de um único ponto radialmente para fora ou de um plano ou linha por exemplo.

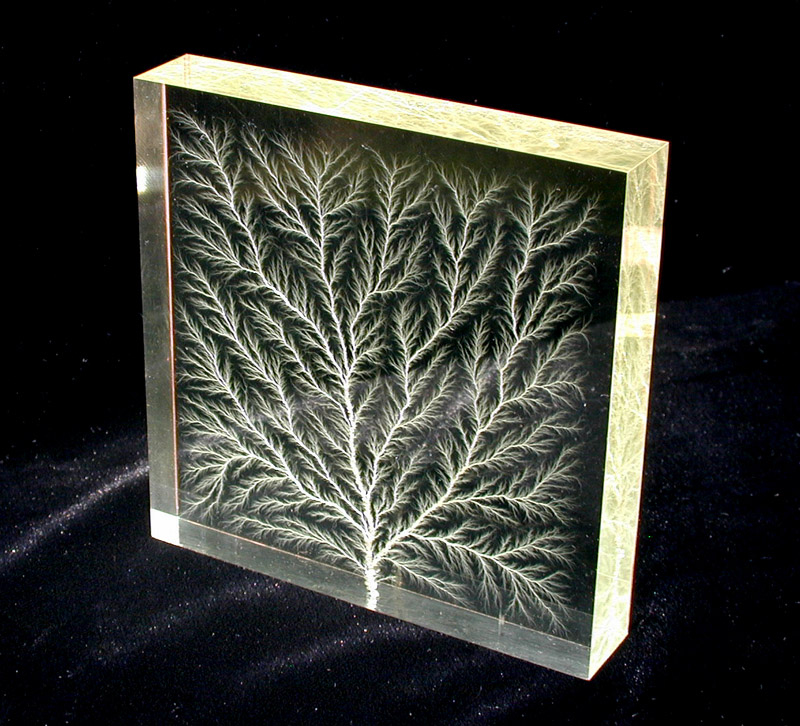
Ruptura de dielétrico devido a alta-tensão com um bloco de plexiglass criando um padrão fractal chamado figura de Lichtenberg. O ramo de discarga nas porntos toma forma de cabelo, mas acredita-se que ele se estenda ao nível molecular.

Simulação computacional de DLA é um dos principais meios de estudar este modelo. Diversos métodos são disponíveis para realizar isso. Simulações pode ser feitas em uma região fechada de qualquer geometria de dimensão encaixante. Na verdade, tem-se feito acima de 9 dimensões , ou a simulação pode ser feita ao longo de uma linha de um simulação de dinâmica molecular padrão onde as partículas são uma partícula possui caminha por passeio aleatório livremente até ela obter certo tamanho crítico.